# Mustafa Doğan
Mustafa Doğan (ur. 1 stycznia 1976 w Yalvaç) – były niemiecki piłkarz pochodzenia tureckiego występujący na pozycji obrońcy.

## Kariera klubowa
Doğan urodził się w Turcji, ale jako dziecko emigrował z rodziną do Niemiec. Tam jako junior rozpoczynał karierę w klubie TV Asberg. W 1989 roku przeszedł do Bayeru Uerdingen. W sezonie 1993/1994 został włączony do jego pierwszej drużyny, grającej w 2. Bundeslidze. W debiutanckim sezonie awansował z klubem do Bundesligi. Zadebiutował w niej 19 listopada 1994 w przegranym 1:3 meczu z Werderem Brema. Po zakończeniu sezonu 1994/1995 Bayer Uerdingen zmienił nazwę na KFC Uerdingen 05. Doğan spędził tam jeszcze jeden sezon.
W 1996 roku odszedł do tureckiego Fenerbahçe SK. W sezonie 1997/1998 wywalczył z klubem wicemistrzostwo Turcji. W sezonie 2000/2001 zdobył z Fenerbahçe mistrzostwo Turcji. W tym samym sezonie dotarł z zespołem do finału Pucharu Turcji, jednak Fenerbahçe przegrało tam po rzutach karnych z Gençlerbirliği SK.
W 2003 roku podpisał kontrakt z niemieckim 1. FC Köln. Pierwszy ligowy mecz zaliczył tam 3 sierpnia 2003 przeciwko Borussii Mönchengladbach (0:1). 18 października 2003 w wygranym 1:0 spotkaniu z SC Freiburg strzelił pierwszego gola w trakcie gry w Bundeslidze.
W 2004 roku powrócił do Turcji, gdzie został zawodnikiem Beşiktaşu JK. W 2006 roku zdobył z nim Puchar Turcji oraz Superpuchar Turcji. Rok później ponownie zdobył z nim Puchar Turcji, a także wywalczył wicemistrzostwo Turcji. W 2008 roku Doğan zakończył karierę.

## Kariera reprezentacyjna
Doğan rozegrał dwa spotkania w reprezentacji Niemiec. Zadebiutował w niej 30 lipca 1999 w przegranym 0:2 meczu fazy grupowej Pucharu Konfederacji ze Stanami Zjednoczonymi. Było to jednak jedyny mecz, w którym zagrał na tamtym Pucharze Konfederacji (Niemcy odpadli z niego po fazie grupowej). Po raz drugi w drużynie narodowej Doğan wystąpił 9 października 1999 w bezbramkowo zremisowanym spotkaniu eliminacji Mistrzostw Europy 2000 z Turcją.